# 新兴街道 (咸阳市)
新兴街道，是中华人民共和国陕西省咸陽市渭城区下辖的一个乡镇级行政单位。

## 行政区划
新兴街道下辖以下地区：
人民东路社区、民生路社区、国棉一厂社区、纺织器材厂社区、陕棉八厂社区、乐育路社区和建国路社区。